# Augustin Bubník
Augustin »Gustav« Bubník, češki hokejist, * 3. december 1928, Praga, Češkoslovaška, † 18. april 2017.
Bubník je v češkoslovaški ligi igral za klube LTC Praha, ATK Praha, HC Brno, Motorlet Praha in HC Slovan Bratislava.  Za češkoslovaško reprezentanco je igral na enih olimpijskih igrah, kjer je bil dobitnik srebrne medalje, ter enem svetovnem prvenstvu (brez olimpijskih iger), kjer je bil dobitnik zlate medalje. 
Po končani karieri je deloval kot hokejski trener, med letoma 1966 in 1969 je bil tudi selektor finske reprezentance.